# Kościół św. Stanisława w Żerkowie

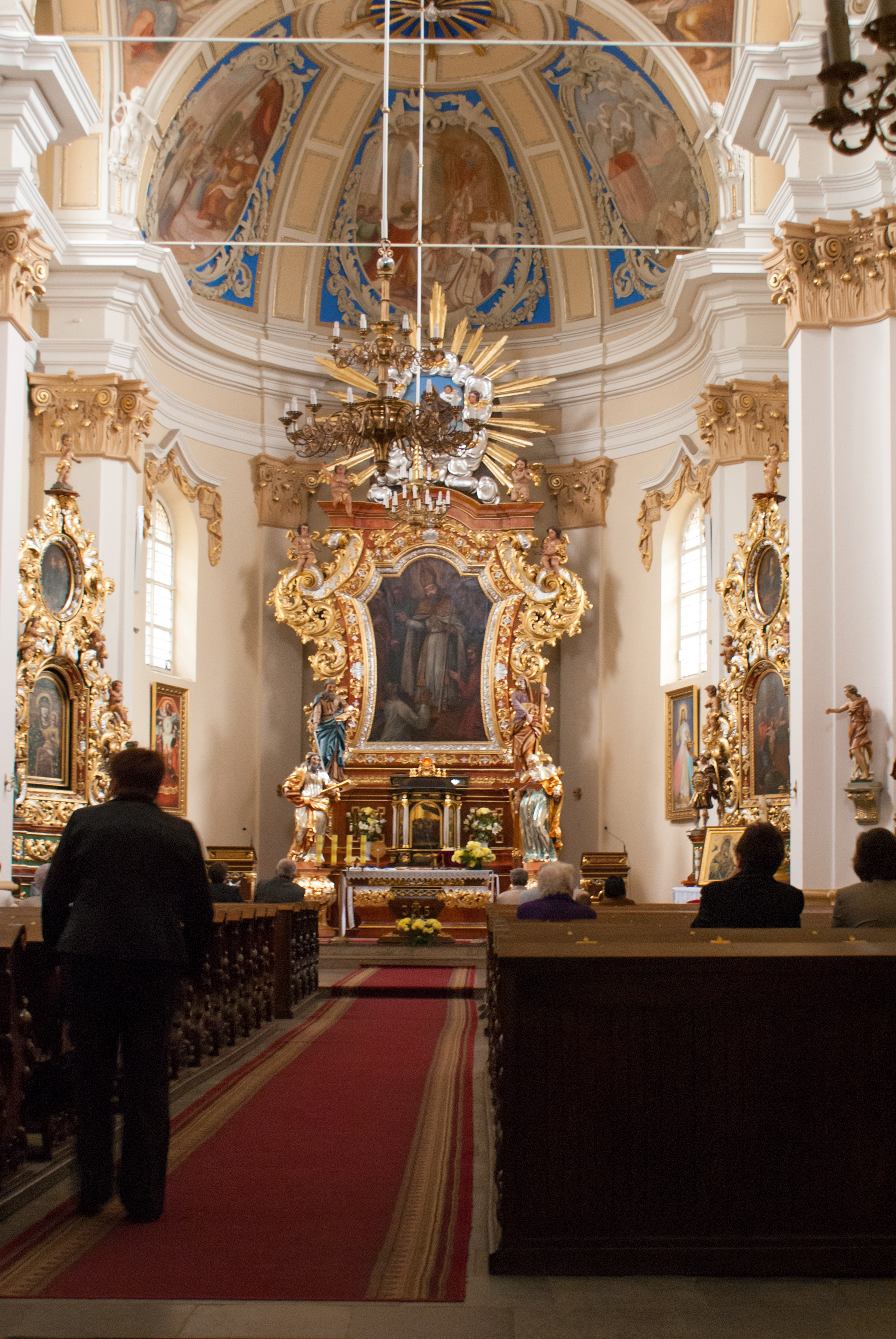
Barokowe wnętrze kościoła

Kościół św. Stanisława w Żerkowie – rzymskokatolicki kościół parafialny w mieście Żerków w województwie wielkopolskim.
Kościół został wybudowany w stylu barokowym w latach 1717–1718. Posiada jedną nawę i wnętrze kryte spłaszczoną kopułą pokrytą bogatą późnobarokową dekoracją stiukową. We wnętrzu znajdują się: malowidła ścienne, obraz św. Stanisława w głównym ołtarzu (pędzla A. Swacha) i portrety trumienne Radomickich: Hieronima, wojewody inowrocławskiego (zm. 1652), i Zofii z Ossowskich (zm. 1662), Kazimierza (zm. 1679), Jana (zm. 1684) i Ludwiki z Zaleskich (zm. 1723) oraz księdza Jakuba Kaczyńskiego (zm. 1739).
Przy północnej nawie znajduje się renesansowa kaplica ośmioboczna fundacji Roszkowskich z lat 1600–1610. W niej wczesnobarokowe nagrobki Jana Roszkowskiego, kasztelana poznańskiego (zm. 1613), i Andrzeja Roszkowskiego (zm. 1615) oraz 3 tumby z czarnego marmuru z początku XVIII wieku: Zofii Radomickiej (zm. 1662), Stefana Radomickiego (zm. 1690) i Wiktorii Radomickiej (zm. 1709), fundacji Macieja Radomickiego. W drzwiach frontowych i zakrystii zachowały się bogato ornamentowane zamki.
Kościół wpisany został do rejestru zabytków KOBiDZ pod numerem 619 w dniu 16 marca 1991 roku.
Parafia jest siedzibą dekanatu Żerków i należy do rzymskokatolickiej diecezji kaliskiej.